# Härkisaari (ö i Birkaland, Södra Birkaland)
Härkisaari är en ö i Finland. Den ligger i sjön Rutajärvi och i kommunen Urdiala i den ekonomiska regionen  Södra Birkaland och landskapet Birkaland, i den södra delen av landet, 130 km nordväst om huvudstaden Helsingfors. Öns area är 0,3 hektar och dess största längd är 100 meter i öst-västlig riktning.